# Уэнатчи Уайлд
«Уэнатчи Уайлд» (англ. Wenatchee Wild) — молодёжный хоккейный клуб из города Уэнатчи, штат Вашингтон, США. Выступает в Западной хоккейной лиге (WHL), одной из трёх лиг, составляющих Канадскую хоккейную лигу (CHL). Команда начала играть в сезоне 2023–24. Свои домашние матчи проводит на арене «Таун Тойота Центр».

## История
16 июня 2023 года Западная хоккейная лига (WHL) и франшиза «Уайлд» объявили, что владельцы команды «Уэнатчи Уайлд» из Хоккейной лиги Британской Колумбии Дэвид и Лиза Уайт приобрели франшизу, выступавшую под названием «Виннипег Айс», и лига одобрила переезд в Уэнатчи с сезона 2023–24 WHL. Название и брендинг «Уайлд» были перенесены в организацию WHL. Команда была добавлена в дивизион Соединённых Штатов Западной конференции WHL, наряду с новыми соперниками из штата Вашингтон: «Сиэтл Тандербёрдз», «Эверетт Силвертипз», «Спокан Чифс» и «Трай-Сити Американс», а также «Портленд Уинтерхокс».